# Lijst van Tweede Kamerleden 1948-1952

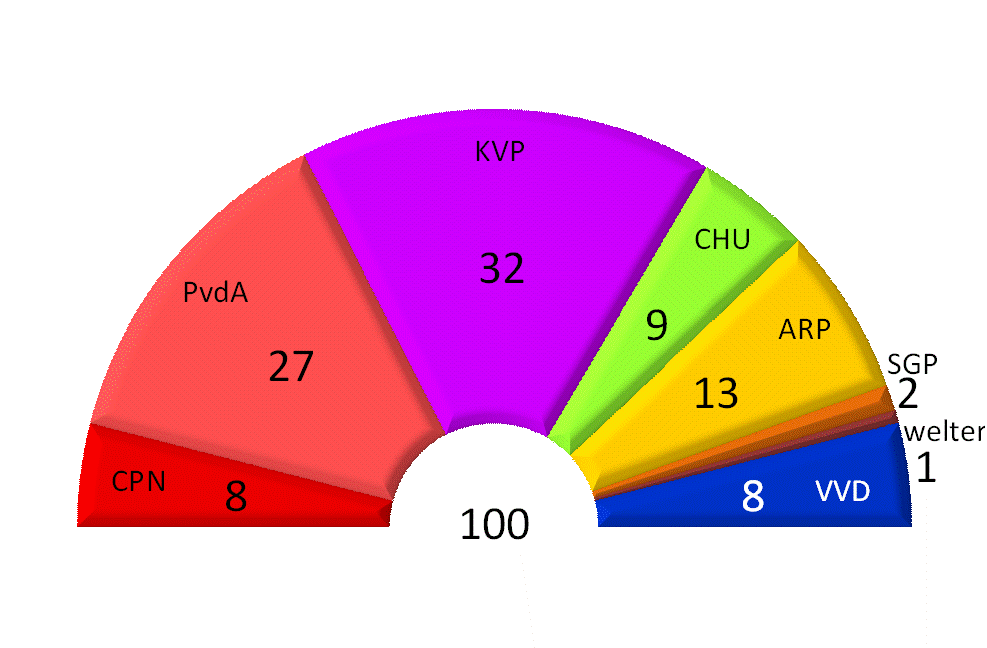
Zetelverdeling Tweede Kamer 1948-1952.

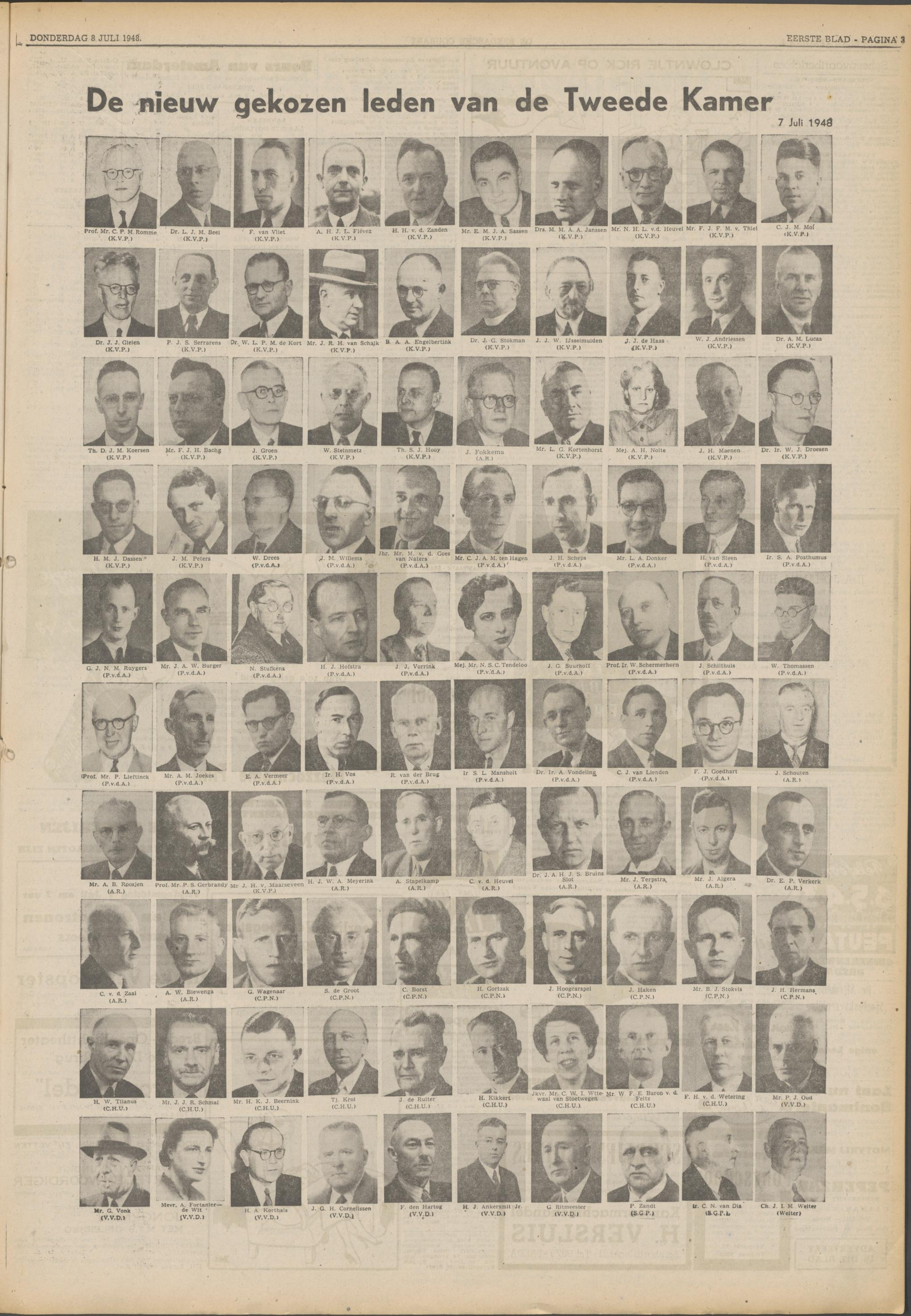

De samenstelling van de Tweede Kamer der Staten-Generaal 1948-1952 biedt een overzicht van de Tweede Kamerleden in de periode tussen de Tweede Kamerverkiezingen van 7 juli 1948 en de Tweede Kamerverkiezingen van 25 juni 1952. De regering werd in augustus 1948 gevormd door het kabinet-Drees-Van Schaik. De zittingsperiode ging in op 27 juli 1948. Er waren 100 Tweede Kamerleden.
De partijen staan in volgorde van grootte. De politici staan in alfabetische volgorde, uitgezonderd de fractievoorzitter, die telkens vetgedrukt als eerste van zijn of haar partij vermeld staat.

## Gekozen bij de verkiezingen van 7 juli 1948

### KVP (32 zetels)
- Carl Romme, fractievoorzitter
- Jan Andriessen
- Franciscus Joannes Herman Bachg
- Louis Beel
- Huub Dassen
- Willem Jozef Droesen
- Ben Engelbertink
- Alexander Fiévez
- Jos Gielen
- Jacobus Groen Azn.
- Johannes Jacobus de Haas
- Nico van den Heuvel
- Theo Hooij
- Joseph Johan Wilhelm IJsselmuiden
- Martinus Maria Aloysius Antonius Janssen
- Theo Koersen
- Wim de Kort
- Rad Kortenhorst
- Anton Lucas
- Johannes Henricus van Maarseveen
- Jos Maenen
- Chris Mol
- Agnes Nolte
- Jan Mathijs Peters
- Maan Sassen
- Josef van Schaik
- Jos Serrarens[1]
- Willem Steinmetz
- Siegfried Stokman[1]
- Frans-Joseph van Thiel
- Frans van Vliet
- Harrie van der Zanden

### PvdA (27 zetels)
- Marinus van der Goes van Naters, fractievoorzitter
- Henk van den Born[2]
- Rintje van der Brug
- Jaap Burger
- Leendert Antonie Donker
- Willem Drees
- Frans Goedhart
- Kees ten Hagen
- Henk Hofstra
- Dolf Joekes
- Jacques de Kadt[2]
- Kees van Lienden
- Sicco Mansholt
- Siep Posthumus
- Geert Ruygers
- Johan Scheps
- Wim Schermerhorn
- Jan Schilthuis
- Harm van Sleen
- Nico Stufkens
- Ko Suurhoff
- Corry Tendeloo
- Evert Vermeer
- Anne Vondeling
- Koos Vorrink
- Hein Vos
- Joan Willems

### ARP (13 zetels)
- Jan Schouten, fractievoorzitter
- Jacob Algera
- Arend Biewenga
- Sieuwert Bruins Slot
- Jan Fokkema
- Pieter Sjoerds Gerbrandy
- Chris van den Heuvel
- Hendrik Johan Wilhelm Adriaan Meijerink
- Anton Roosjen
- Antoon Stapelkamp
- Jan Terpstra
- Ep Verkerk
- Cornelis van der Zaal

### CHU (9 zetels)
- Hendrik Tilanus, fractievoorzitter
- Henk Beernink
- Willem van der Feltz
- Henk Kikkert
- Tjeerd Krol
- Jo de Ruiter
- Jan Schmal
- Frits van de Wetering
- Christine Wttewaall van Stoetwegen

### VVD (8 zetels)
- Pieter Oud, fractievoorzitter
- Johan Cornelissen
- Jeanne Fortanier-de Wit
- Floor den Hartog
- Henk Korthals
- Govert Ritmeester
- Gijsbertus Vonk
- Roelof Zegering Hadders

### CPN (8 zetels)
- Gerben Wagenaar, fractievoorzitter
- Cor Borst
- Henk Gortzak
- Paul de Groot
- Jan Haken
- Huub Hermans[2]
- Jan Hoogcarspel
- Benno Stokvis

### SGP (2 zetels)
- Pieter Zandt, fractievoorzitter
- Cor van Dis

### Lijst-Welter (1 zetel)
- Charles Welter, fractievoorzitter

## Bijzonderheden
- Piet Lieftinck, Wim Thomassen (beiden PvdA), G. van Praag (CPN) nam zijn verkiezing als Tweede Kamerlid niet aan. Hun opvolgers waren Henk van den Born, Jacques de Kadt (beiden PvdA) en Huub Hermans (CPN). Van den Born en de Kadt werden op 27 juli 1948 geïnstalleerd, Hermans op 13 augustus dat jaar.

## Tussentijdse mutaties

### 1948
- 9 augustus: Dolf Joekes (PvdA) nam ontslag vanwege zijn benoeming tot minister in het kabinet-Drees-Van Schaik. Zijn opvolger Dirk de Loor werd op 12 augustus dat jaar geïnstalleerd.
- 10 augustus: Johannes Henricus van Maarseveen, Maan Sassen, Josef van Schaik (allen KVP), Willem Drees en Sicco Mansholt (beiden PvdA) namen ontslag vanwege hun benoeming tot minister in het kabinet-Drees-Van Schaik. Hun opvolgers waren Martien van der Weijden, Marga Klompé, Jo Cals (allen KVP), Jan Emmens en Jan Tuin (beiden PvdA). Klompé, Emmens en Tuin werden op 12 augustus dat jaar geïnstalleerd, van der Weijden op 13 augustus en Cals op 19 augustus.
- 7 september: Louis Beel (KVP) nam ontslag vanwege zijn benoeming tot Hoge Vertegenwoordiger van de Kroon in Batavia. Zijn opvolger Theo de Graaf werd op 21 september dat jaar geïnstalleerd.
- 11 december: Lijst-Welter ging op in de Katholiek Nationale Partij (KNP).
- 16 december: Hein Vos (PvdA) nam ontslag vanwege zijn benoeming tot directeur van de Centrale-Arbeiders-Verzekeringsbank in Groningen. Zijn opvolger Gerard Nederhorst werd op 21 december dat jaar geïnstalleerd.

### 1949
- 30 april: Alexander Fiévez (KVP) overleed. Zijn opvolger Johannes Josephus Fens werd op 23 juni dat jaar geïnstalleerd.
- 20 september: Willem Steinmetz (KVP) nam ontslag nadat hij werd herkozen als wethouder van Amsterdam. Zijn opvolger Kees van der Ploeg werd op 2 november dat jaar geïnstalleerd.
- 15 november: Jos Gielen (KVP) nam ontslag vanwege zijn benoeming tot hoogleraar aan de Katholieke Universiteit Nijmegen. Zijn opvolger Bernard Verhoeven werd op 9 december dat jaar geïnstalleerd.

### 1950
- 1 maart: Joseph Johan Wilhelm IJsselmuiden (KVP) vertrok uit de Tweede Kamer. Zijn opvolger Eugenius Gerardus Maria Roolvink werd op 2 maart dat jaar geïnstalleerd.
- 15 maart: Jo Cals (KVP) nam ontslag vanwege zijn benoeming tot staatssecretaris in het kabinet-Drees-Van Schaik. Zijn opvolger Jo van Koeverden werd op 28 maart dat jaar geïnstalleerd.

### 1951
- 16 januari: Marinus van der Goes van Naters nam ontslag als fractievoorzitter van PvdA nadat hij in conflict was gekomen met zijn partij over het beleid ten aanzien van Nederlands-Nieuw-Guinea. Hij werd opgevolgd door Leendert Antonie Donker, wiens taken als fractievoorzitter vanwege ziekte tussen 16 januari en 18 september dat jaar werden waargenomen door Jaap Burger.
- 17 augustus: Huub Hermans (CPN) nam ontslag na zijn veroordeling vanwege hulp aan een deserteur. Zijn opvolgster Rie Lips-Odinot werd op 16 oktober dat jaar geïnstalleerd.
- 17 september: Wim Schermerhorn (PvdA) nam ontslag vanwege zijn benoeming tot lid van de Eerste Kamer der Staten-Generaal. Zijn opvolgster Ans Ploeg-Ploeg werd op 16 oktober dat jaar geïnstalleerd.
- 1 oktober: Jan Tuin (PvdA) nam ontslag vanwege zijn benoeming tot burgemeester van Groningen. Zijn opvolger Gerard Boekhoven jr. werd op 19 december dat jaar geïnstalleerd.

1815-1818 ·
1818-1821 ·
1821-1824 ·
1824-1827 ·
1827-1830 ·
1830-1833 ·
1833-1836 ·
1836-1839 ·
1839-1842 ·
1842-1845 ·
1845-1848 ·
1848-1849 ·
1849-1850 ·
1850-1852 ·
1852-1853 ·
1853-1854 ·
1854-1856 ·
1856-1858 ·
1858-1860 ·
1860-1862 ·
1862-1864 ·
1864-1866 ·
1866 (sep) ·
1866-1868 ·
1868-1869 ·
1869-1871 ·
1871-1873 ·
1873-1875 ·
1875-1877 ·
1877-1879 ·
1879-1881 ·
1881-1883 ·
1883-1884 ·
1884-1886 ·
1886-1887 ·
1887-1888 ·
1888-1891 ·
1891-1894 ·
1894-1897 ·
1897-1901 ·
1901-1905 ·
1905-1909 ·
1909-1913 ·
1913-1917 ·
1917-1918 ·
1918-1922 ·
1922-1925 ·
1925-1929 ·
1929-1933 ·
1933-1937 ·
1937-1946 ·
1946-1948 ·
1948-1952 ·
1952-1956 ·
1956-1959 ·
1959-1963 ·
1963-1967 ·
1967-1971 ·
1971-1972 ·
1972-1977 ·
1977-1981 ·
1981-1982 ·
1982-1986 ·
1986-1989 ·
1989-1994 ·
1994-1998 ·
1998-2002 ·
2002-2003 ·
2003-2006 ·
2006-2010 ·
2010-2012 ·
2012-2017 ·
2017-2021 ·
2021-2023 ·
2023-heden
Overzicht historische zetelverdeling